# Casi Ángeles en vivo: Teatro Gran Rex 2008
Casi Ángeles en vivo: Teatro Gran Rex 2008 es el tercer trabajo discográfico y el primer álbum en vivo de la banda Teen Angels. Contiene los temas cantados en la obra de teatro de Casi Ángeles de ese año. 

## Información del disco
El disco fue grabado en el año 2008, mientras se realizaba la obra de teatro de la segunda temporada de la novela Casi ángeles en el Teatro Gran Rex. 
El mismo cuenta con interpretaciones de sus protagonistas, Emilia Attias y Nicolás Vázquez, y varios de los integrantes del elenco, entre ellos las bandas Teen Angels y MAN!
En la obra de teatro 2008 participaron: Emilia Attias y Nicolás Vázquez, los Teen Angels (Peter Lanzani, Lali Espósito, Gastón Dalmau, China Suárez y Nicolás Riera), los MAN! (Pablo Martínez, Rocío Igarzábal, María del Cerro, Candela Vetrano y Agustín Sierra), Daniela Aita, Victorio D'Alessandro, Leandro Orowitz y Gustavo Monje. Además de 11 acróbatas y patinadores.

## Contenido del disco
El disco contiene 22 temas en vivo, de los 26 interpretados en la obra de teatro. 
Temas como "Alguien", interpretado por Nicolás Vázquez, "No sé", interpretado por Leandro Orowitz y Gustavo Monje, y las re versiones de "Voy por más" y "Para vos", no fueron incluidos en el disco. 

### Disco
| N.º | Canción/es                                        | Intérprete                                                                        | Duración |
| --- | ------------------------------------------------- | --------------------------------------------------------------------------------- | -------- |
| 1   | Abertura / Señas Tuyas / Ángeles del Mundo        | - / Emilia Attias y Nicolás Vázquez / Emilia Attias                               | 7:37     |
| 2   | Casi Ángeles (dance)                              | Teen Angels                                                                       | 3:46     |
| 3   | Puede Ser / Nenes Bien                            | China Suárez / Teen Angels y MAN!                                                 | 5:31     |
| 4   | Nena                                              | Peter Lanzani                                                                     | 3:47     |
| 5   | Escaparé                                          | Lali Espósito                                                                     | 1:36     |
| 6   | Hay Un Lugar / Valiente                           | Lali Espósito / Emilia Attias                                                     | 4:06     |
| 7   | Un Paso                                           | Teen Angels                                                                       | 3:35     |
| 8   | El Espejo                                         | Gastón Dalmau y Rocío Igarzábal                                                   | 3:29     |
| 9   | A Ver Si Pueden                                   | Teen Angels                                                                       | 2:49     |
| 10  | Dos Ojos + Tormenta / Rio de Besos / Guarda Tu Fe | Nicolás Vázquez y Emilia Attias / Nicolás Vázquez y Emilia Attias / Emilia Attias | 8:01     |
| 11  | De Cabeza                                         | Pablo Martínez                                                                    | 2:10     |
| 12  | No Más Goodbye                                    | Teen Angels                                                                       | 2:11     |
| 13  | No Te Rindas / Tan Alegre el Corazón              | Teen Angels y Nicolás Vázquez / Emilia Attias                                     | 6:44     |
| 14  | A Decir Que Si                                    | Teen Angels                                                                       | 3:34     |
| 15  | Estoy Listo + Estoy Listo Final                   | Emilia Attias, Nicolás Vázquez, Teen Angels y MAN!                                | 6:13     |

### No Incluidas
| Canción/es  | Intérprete                      |
| ----------- | ------------------------------- |
| No Sé       | Leandro Orowitz y Gustavo Monje |
| Para Vos    | Emilia Attias y Nicolás Vázquez |
| Alguien     | Nicolás Vázquez                 |
| Voy Por Más | Teen Angels                     |

## Posicionamiento en listas

### Semanales
| Lista (2008)      | Mejor posición |
| ----------------- | -------------- |
| Argentina (CAPIF) | 3              |

## Certificaciones
| Territorio      | Organismo certificador | Certificación | Ventas certificadas | Ref.  |
| --------------- | ---------------------- | ------------- | ------------------- | ----- |
| América del Sur |                        |               |                     |       |
| Argentina       | CAPIF                  | Oro           | 10 000              | [ 3 ] |